# بهرة سليمانية
السليمانية هي أحد فرق الإسماعيلية المستعلية وهي الفرقة التي اتبعت الخليفة الفاطمي المستعلي بالله مقابل أخيه نزار بن معد الذي اتبعه النزارية.
وبعد غيبة إمامهم الواحد والعشرين الطيب أبي القاسم تولي النيابة عن الإمام الغائب ما يعرف بالداعي المطلق.
بعد وفاة «الداعي المطلق» محمد عز الدين بن الحسن سنة 946 هـ / 1539م، أصبح الداعي الهندي يوسف نجم الدين بن سليمان (توفي 874 هـ / 1567 م) داعيا مطلقا للدعوة الطيبية التي انتقل مركزها من اليمن إلى الهند. فانتشرت الدعوة الإسماعيلية في الهند منطلقة من ولاية كوجرات غربي الهند. واستجاب لتلك الدعوة جموع غفيرة من الهنود من طبقة التجار، وهم ممن يطلق عليهم باللغة الكوجراتية اسم البهرة.

## الانشقاق بين السليمانية والداودية
في سنة 999 هـ / 1591 ميلادي بعد وفاة الداعي المطلق السادس والعشرون داود بن عجبشاه حدث انقسام في هذه الفرقة، حيث ادعى بهرة كجرات _ الذين يشكلون الأغلبية بين أفراد الفرقة _ داود بن قطب شاه خليفة لسلفه، وبعثوا بنص الانتخاب إلى أصحابهم في اليمن، وهؤلاء هم الداوودية
ولكن النص الحقيقي كان على الداعي المطلق السابع والعشرين سليمان بن الحسن والذي كان في عهد سلفه مسؤول عن الدعوة باليمن هو صاحب النص الشرعي والخليفة لداود بن عجبشاه. ولديهم وثيقة لا تزال محفوظة لدى الدعوة السليمانية
و توفي سليمان في أحمد آباد سنة 1005 هـ / 1597م، وقد عرف مؤيدو سليمان باسم السليمانيين. ويدعى ممثله الرئيس في الهند باسم (المنصوب)، مركز دعوة السليمانيين اليوم في مدينة نجران السعودية ويعرفون باسم المكارمة حيث أغلبهم سليمانية ولهم اتباع في الهند واليمن.